# Mělčina

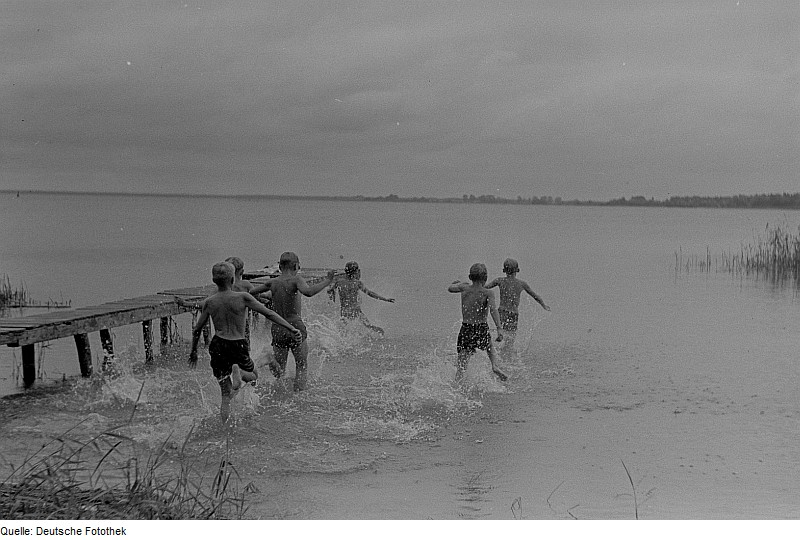
Koupání na mělčině

Mělčina je místo v moři, vodní nádrži, vodním toku nebo bazénu, které má relativně malou hloubku. Nachází se zpravidla (ale nikoli výlučně) při březích.
Použití tohoto pojmu je závislé na kontextu. Ve vodní dopravě je mělčinou místo nebo území, přes které nemohou plout lodě. Na koupališti je mělčinou místo, kde koupající se člověk dosáhne nohama na dno, aniž by se musel potopit.